# Protaphorura florae
Protaphorura florae is een springstaartensoort uit de familie van de Onychiuridae. De wetenschappelijke naam van de soort is voor het eerst geldig gepubliceerd in 1994 door Simon & Luciaez.